# Manning Award
Le Manning Award est un trophée existant depuis 2004 récompensant le meilleur quarterback universitaire de football américain ayant évolué lors de la saison National Collegiate Athletic Association (NCAA). C'est le seul prix attribué à un QB qui prend en compte la performance des candidats lors des Bowls d'après saison régulière.
Le trophée est nommé en hommage d'une part à Archie Manning (ancien QB des Rebels d'Ole Miss en NCAA, des Saints de La Nouvelle-Orléans, des Oilers de Houston et des Vikings du Minnesota en NFL), et d'autre part à ses deux fils, Peyton Manning (QB des Volunteers du Tennessee en NCAA, des Colts d'Indianapolis et Broncos de Denver en NFL), et Eli Manning (QB des Rebels d'Ole Miss en NCAA et des Giants de New York en NFL).
Peyton et Eli furent tous deux reconnus All-American lors de leur passage en NCAA et ils ont tous les deux gagné deux Super Bowl en NFL chacun :
- Peyton a gagné avec les Colts le Super Bowl XLI et avec les Broncos le Super Bowl 50.
- Eli a gagné avec les Giants les Super Bowls XLII et XLVI.

Archie Manning fut intronisé au College Football Hall of Fame en 1989 ainsi que son fils Peyton en 2017. Ce dernier a également été intronisé au Pro Football Hall of Fame en 2021. 
C'est le trophée le plus récent, récompensant le meilleur quarterback de la saison universitaire. Les autres trophées sont le Sammy Baugh Trophy depuis 1959, le Davey O'Brien Award depuis 1981 et le Johnny Unitas Golden Arm Award depuis 1987.
Il est à signaler que tous les gagnants du trophée ont été choisis lors des 1er tours de Draft NFL à l'exception de Colt McCoy qui le fut au 3e tour.

## Palmarès
| Saisons | Joueurs              | Universités                             |
| ------- | -------------------- | --------------------------------------- |
| 2004    | Matt Leinart         | Université de la Californie méridionale |
| 2005    | Vince Young          | Université du Texas à Austin            |
| 2006    | JaMarcus Russell     | Université d'État de Louisiane          |
| 2007    | Matt Ryan            | Boston College                          |
| 2008    | Tim Tebow            | Université de Floride                   |
| 2009    | Colt McCoy           | Université du Texas à Austin            |
| 2010    | Cam Newton           | Université d'Auburn                     |
| 2011    | Robert Griffin III   | Université de Baylor                    |
| 2012    | Johnny Manziel       | Texas A&M University                    |
| 2013    | Jameis Winston       | Université d'État de Floride            |
| 2014    | Marcus Mariota       | Université d'Oregon                     |
| 2015    | Deshaun Watson       | Université de Clemson                   |
| 2016    | Deshaun Watson       | Université de Clemson                   |
| 2017    | Baker Mayfield       | Université d'Oklahoma                   |
| 2018    | Kyler Murray         | Université d'Oklahoma                   |
| 2019    | Joe Burrow           | Université d'État de Louisiane          |
| 2020    | Mac Jones            | Université d’Alabama                    |
| 2021    | Bryce Young          | Université d’Alabama                    |
| 2022    | Stetson Bennett (en) | Université de Géorgie                   |

## Statistiques par écoles
| Équipes                    | Nombre |
| -------------------------- | ------ |
| Crimson Tide de l’Alabama  | 2      |
| Tigers de Clemson          | 2      |
| Tigers de LSU              | 2      |
| Sooners de l'Oklahoma      | 2      |
| Longhorns du Texas         | 2      |
| Tigers d'Auburn            | 1      |
| Bears de Baylor            | 1      |
| Eagles de Boston College   | 1      |
| Gators de la Floride       | 1      |
| Seminoles de Florida State | 1      |
| Bulldogs de la Géorgie     | 1      |
| Ducks de l'Oregon          | 1      |
| Aggies de Texas A&M        | 1      |
| Trojans de l'USC           | 1      |